# Saint-Longis

Saint-Longis este o comună în departamentul Sarthe, Franța. În 2009 avea o populație de 519 de locuitori.